# Josh Childress
Pour les articles homonymes, voir Childress.
Joshua « Josh » Malik Childress, né le 20 juin 1983 à Harbor City (Californie), est un joueur américain de basket-ball.

## Biographie
Josh Childress est choisi en 6e position de la Draft 2004 de la NBA par les Hawks d'Atlanta. Childress dispose d'un temps de jeu important dès sa première saison NBA avec près de 30 minutes par match. Il réalise une belle première saison, rattrapant 6 rebonds et marquant 10,1 points par match. Sa deuxième saison n'est pas aussi bonne, récupérant moins de rebonds (5,2 par match) et inscrivant moins de points (10 par match). En revanche, la saison 2006-2007, sa troisième en NBA, est la meilleure de sa carrière. Childress dispose d'un temps de jeu très élevé, avec en moyenne plus de 36 minutes passées sur les parquets par rencontre. Ce temps de jeu plus important se fait ressentir dans ses statistiques : il inscrit 13 points, capte 6,2 rebonds et réalise 2,3 passes décisives en moyenne par rencontre. C'est à ce jour son record de points, rebonds et de passes décisives en une saison. Pourtant auteur d'une saison intéressante, Childress dispose d'un temps de jeu inférieur lors de la saison suivante, cela ne l'empêche néanmoins pas de réaliser une saison assez complète, inscrivant 11,8 points et rattrapant 4,9 rebonds par match.
Lors de l'été 2008, il est approché par le club grec de l'Olympiakós. Avec un euro nettement supérieur au dollar, les clubs européens peuvent en effet désormais rivaliser avec les salaires de NBA. Avec un contrat de 20 millions de dollars sur 3 ans, Childress choisit donc de rejoindre l'Europe, comme notamment Carlos Arroyo.
Childress revient en NBA en 2010, aux Suns de Phoenix, après deux saisons avec l'Olympiakós.
En septembre 2012, il s'engage avec les Nets de Brooklyn pour un an mais est coupé en décembre.
Il rejoint les Pelicans de La Nouvelle-Orléans en novembre 2013 mais est licencié en décembre 2013.

## Référence
1. ↑  Théophile Haumesser, « Turkoglu et Childress aux Suns, Diaw et Barbosa à Toronto », Basketsession, 12 juillet 2012
2. ↑  Arnaud Gelb, « Josh Childress à Brooklyn pour se relancer », Basket Americain, 10 septembre 2012
3. ↑  Théophile Haumesser, « Josh Childress coupé par les Nets », Basketsession, 30 décembre 2012
4. ↑  Dimitri Kucharczyk, « Josh Childress déjà viré par les Pelicans », Basket USA, 14 décembre 2013